# Canalejas, Mexiko
Canalejas är en mindre stad i Mexiko, tillhörande kommunen Jilotepec i den västra delen av delstaten Mexiko. Canalejas hade 3 417 invånare vid folkräkningen 2010.